# مشفهة لحمية
مشفهة لحمية (الاسم العلمي:Chiloglanis carnosus) هي نوع من الأسماك تتبع جنس المشفهة من فصيلة الموشوكيات.